# NGC 6793
NGC 6793 ist ein offener Sternhaufen vom Trumpler-Typ IV2p im Sternbild Fuchs.
Entdeckt wurde das Objekt am 18. Juli 1789 von Wilhelm Herschel.